# Cá nóc vằn mắt
Cá nóc vằn mắt, tên khoa học là Torquigener brevipinnis, là một loài cá biển thuộc chi Torquigener trong họ Cá nóc. Loài này được mô tả lần đầu tiên vào năm 1903.

## Từ nguyên
Từ định danh brevipinnis trong tiếng Latinh có nghĩa là "vây ngắn" (brevis: "ngắn" + pinnis: "vây"), hàm ý đề cập đến độ ngắn của gốc vây lưng và vây hậu môn của loài cá này so với Torquigener hypselogeneion.

## Phạm vi phân bố và môi trường sống
Cá nóc vằn mắt T. brevipinnis được phân bố trải dài từ Ấn Độ, băng qua khu vực Đông Nam Á đến Papua New Guinea, ngược lên phía bắc đến phía nam Nhật Bản, phía nam trải dài đến bờ bắc Úc và Nouvelle-Calédonie.
Cá nóc vằn mắt sống trên nền đáy cát dọc theo các sườn dốc viền bờ ở độ sâu đến ít nhất là 100 m (thường ở độ sâu từ 20 trở xuống), tuy nhiên loài này cũng có thể được tìm thấy ở khu vực cửa sông (nước lợ).

## Mô tả
Chiều dài cơ thể lớn nhất được ghi nhận ở cá nóc vằn mắt T. brevipinnis là 10 cm. Thân trên màu nâu sẫm, phủ dày đặc các đốm vàng nhạt viền nâu; bụng trắng. Một dải màu vàng nâu ở hai bên lườn, kéo dài từ sau vây ngực đến gốc vây đuôi. Hai bên má có các vạch xiên dọc, màu trắng, đặc biệt có vệt chữ U ngược ở ngay dưới mắt. Vây lưng và vây hậu môn nhọn, gốc vây ngắn.
Nhìn chung, T. brevipinnis có cuống đuôi và mõm dài hơn, mắt to hơn, thân mảnh hơn so với T. hypselogeneion. Dải vàng bên lườn của T. brevipinnis giúp phân biệt với Torquigener favimaculosus, một loài có các chấm vàng xếp liền thành hàng ở bên thân.
Số tia vây ở vây lưng: 8–9; Số tia vây ở vây hậu môn: 7–8; Số tia vây ở vây ngực: 15–16; Số tia vây ở vây đuôi: 11.

## Cá độc
Ở Việt Nam, cá nóc vằn mắt là loài có độc tính rất mạnh.